# Ямайська кухня

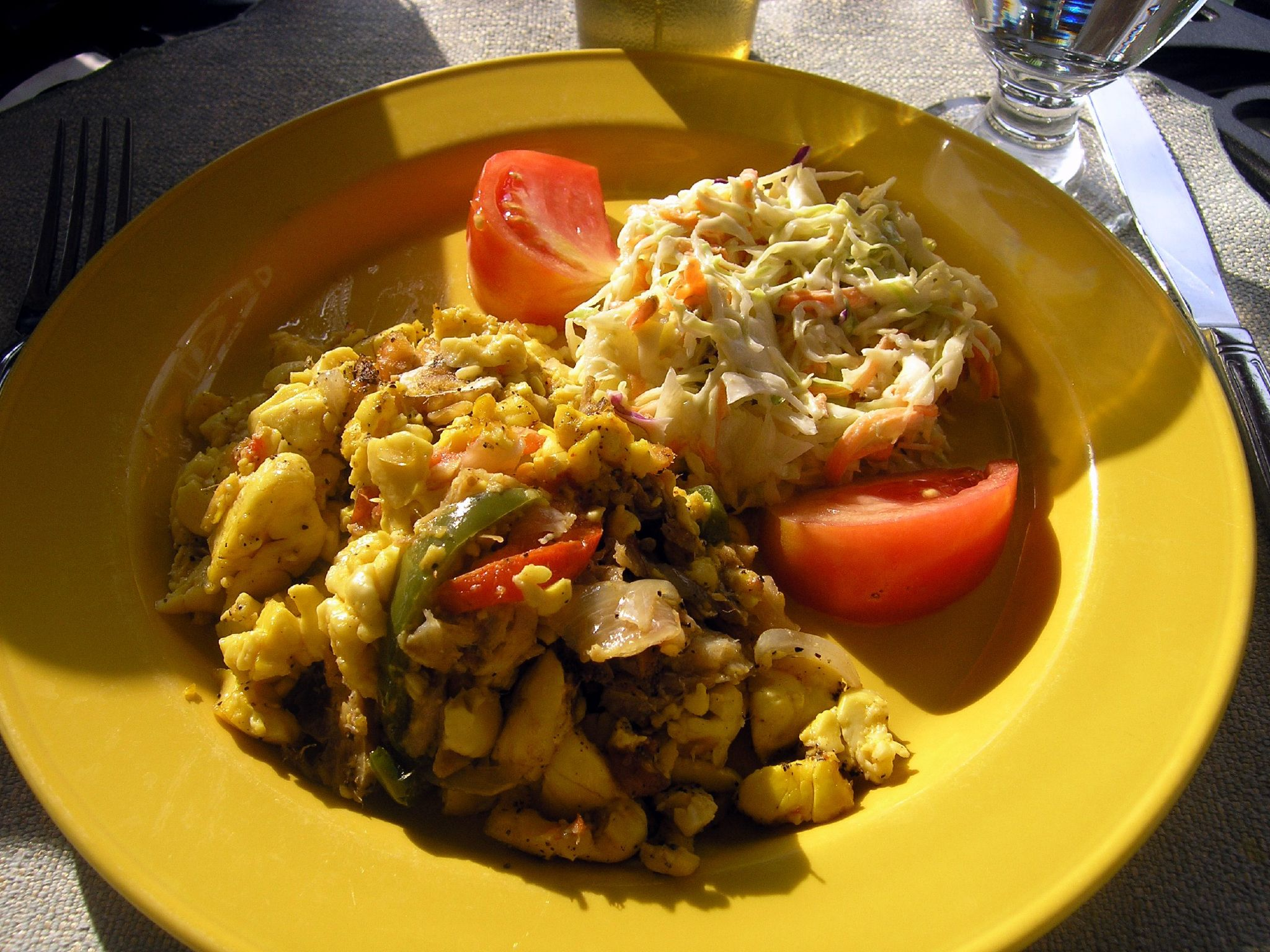
Акі та солона риба — ямайська національна страва з фрукту акі та солоної риби

Ямайська кухня — кухня острова Ямайка. Включає суміш кулінарних технік, смаків та спецій, привнесених до неї американськими індіанцями, африканцями, ірландцями, англійцями, французами, португальцями, іспанцями, індійцями, китайцями та мешканцями Близького Сходу, які населяли острів. Кухня Ямайки збагатилася сільськогосподарськими культурами та продуктами, завезеними на острів із тропічної Південно-Східної Азії. У розпорядженні місцевої кухні також є широкий вибір морепродуктів, тропічних фруктів та м'яса.
Деякі ямайські страви є варіації привезених на острів з інших країн. Їх часто модифікують, щоб додати місцеві продукти та спеції. Інші є новими чи змішаними та розроблені на місці. Популярні ямайські страви включають козячий карі, смажені дамплінги (пельмені), а також акі та солона риба. Популярні ямайські пиріжки або патті, різна випічка, хліб та напої.
Ямайська кухня поширилася з емігрантами, особливо у XX столітті, з острова на інші країни, оскільки ямайці шукали економічні можливості інших країнах.

## Історія

### Розвиток кухні
Африканська кухня розвивалася на острові через наплив рабів з Африки. Це, наприклад, каллалу, що виникла з ангольської страви calulu. Плоди найпопулярнішої ямайської страви, акі, також були привезені на острів західноафриканськими народами. Іспанці, що першими прибули на острів з європейців, сприяли появі таких страв, як оцтовий ескович (escovitch) з риби (іспанський ескабече), привнесені іспанськими євреями. Пізніше корнуолські традиції вплинули на появу ямайського пиріжка «патті» з начинкою з м'яса зі спеціями — популярного місцевого фаст-фуду.
Ще більший вплив надали китайська та східно-індійська кухня через найманих робітників, які замінили рабів після скасування рабства. Завдяки їм на острові з'явилися коржики роті та карі з козячим м'ясом. Солона тріска була привезена португальськими євреями, що втікали від інквізиції в 1500-х роках, і тепер використовується в національній страві акі та солона риба, але також риба була основним продуктом харчування поневолених африканців як доступний білок.

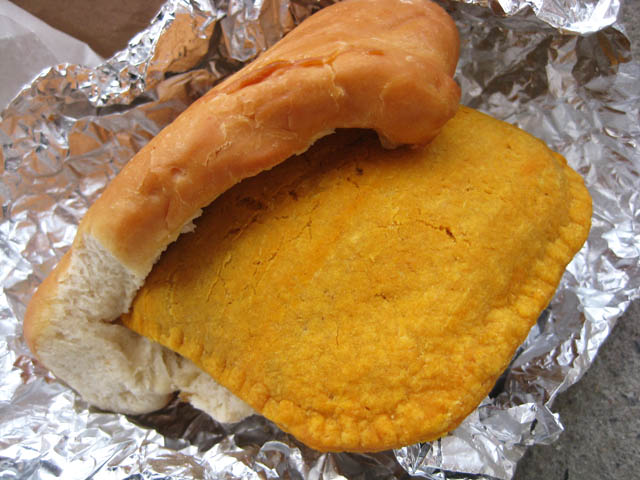
Ямайський пиріжок, загорнутий у кокосовий хліб

### Ямайська кухня та розтафарі
Ямайська кухня включає вплив растафарі. Растафаріанці дотримуються вегетаріанського підходу до приготування їжі, кулінарії та їжі, і вони надали безліч унікальних вегетаріанських страв ямайській кухні. При цьому свинину розтафарі не їдять, однак свинина дуже популярна страва на Ямайці.

## Популярні страви
Ямайський сніданок включає акі та солону рибу, приправлений калалу, варені зелені банани і смажені коржики або дамплінги.джонникейк.
Найпоширенішим м'ясом є курятина. На гарнір зазвичай подають рис чи квасолю.
Традиційним способом приготування м'яса на Ямайці є джеркінг. М'ясо натирають у сухому вигляді або маринують із використанням суміші гострих спецій, а потім повільно готують на вугіллі. Вважається, що його придумали раби-втікачі, які в'ялили або коптили м'ясо в лісі, а щоб не було видно диму, вони робили це в норі або накривали вогнище пальмовим листям. У наші дні на Ямайці використовують бочки.

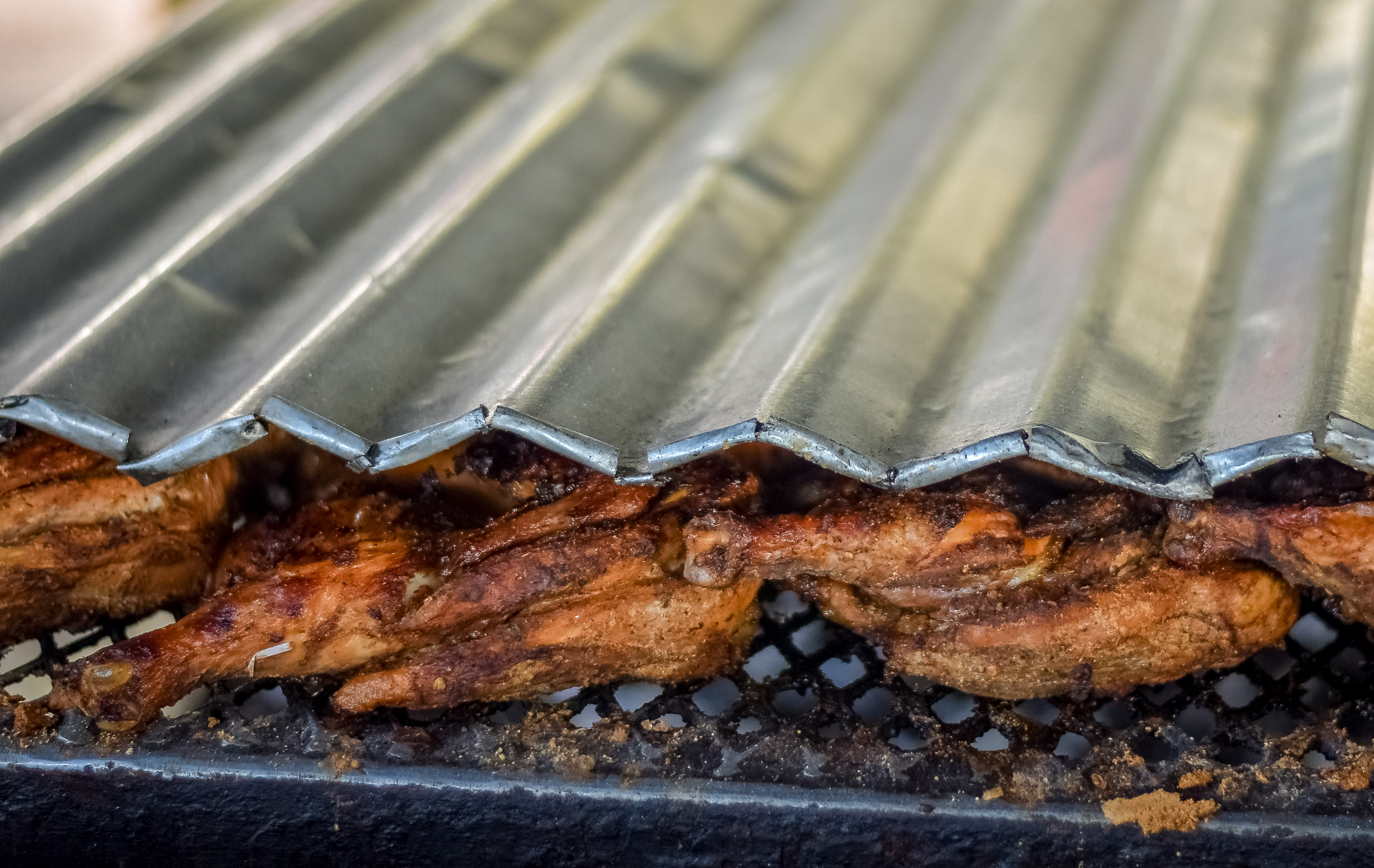
Куриця-джерк

## Десерти та солодощі
Морозиво з манго і сметанового яблука — два популярні десерти. Ямайське морозиво буває різних смаків, включаючи грейпенут, ром, родзинки та драконів стаут.
Інші популярні десерти включають бататовий пудинг, кукурудзяний пудинг, коржик з маніоки, кокосове тістечко гіззада, десерт з кокосової стружки grater cake, тото, бананові оладки, кокосові краплі, банановий тарт і гоябада.
Tie A Leaf или дукану — страва, приготовлена з крохмалю (зазвичай кукурудзяного борошна або маніоки) з кокосовим молоком, потім загорнута і зав'язана в банановому листі перед приготуванням.
Ашам — це висушена кукурудза, подрібнена і змішана з коричневим цукром.
Тамариндові кульки — цукерки, виготовлені з липкої м'якоті фруктів, згорнутих із коричневим цукром в круглі кисло-солодкі кульки. Також готують пряний варіант із додаванням гострого перцю.
Bustamante Backbone — цукерка, названа на честь першого прем'єр-міністра Александра Бустаманте.

## Ямайська їжа за кордоном
Ямайська кухня доступна по всій Північній Америці, Великій Британії та інших місцях зі значним ямайським населенням. У Сполучених Штатах велика кількість ресторанів розташована в районах Нью-Йорку, Атланті, Форт-Лодердейлі, Вашингтоні, Філадельфії та інших мегаполісах. У Канаді ямайські ресторани можна знайти у столичному районі Торонто, а також у Ванкувері, Монреалі та Оттаві. Страви ямайської кухні також представлені в меню американської мережі ресторанів Bahama Breeze, що належить Darden Restaurants.
Golden Krust Caribbean Bakery & Grill — це мережа з близько 120 франчайзингових ресторанів по всій території США. У цих ресторанах продаються ямайські пиріжки, булочки, хліб та інші популярні ямайські страви.